# باول باري
باول باري (بالإنجليزية: Paul Barry) هو لاعب كرة قدم أمريكية أمريكي، ولد في 7 أغسطس 1926 في إل باسو في الولايات المتحدة، وتوفي في 28 ديسمبر 2014.

## وصلات خارجية
- باول باري على موقع مرجع كرة القدم المحترفة.كوم (الإنجليزية)